# Psychologie évolutionniste
La psychologie évolutionniste, ou évolutive, ou encore évolutionnaire, parfois nommée évopsy ou évo-psy, est un courant controversé de la psychologie cognitive et de la psychosociologie dont l'objectif est d'expliquer les mécanismes de la pensée et les comportements humains à partir de la théorie de l'évolution biologique. Elle est parfois assimilée à la sociobiologie, ou considérée comme un courant qui a pris la succession de la sociobiologie aujourd'hui fortement contestée. Comme la sociobiologie, la psychologie évolutionniste veut expliquer nos comportements et représentations en se référant à la théorie de l'évolution, mais elle accorde une plus grande place que la sociobiologie à l'environnement culturel comme facteur déterminant. Cette discipline est parfois considérée comme pseudo-scientifique par ses détracteurs, qui lui reprochent un manque d'assise empirique et théorique, et d'avoir une propension à naturaliser les conduites et les rapports de domination entre groupes humains.

## Présentation
La psychologie évolutionniste est une approche théorique des sciences sociales qui place la structure psychologique dans une perspective évolutionniste. Elle identifie les traits psychologiques humains qui résultent d'adaptations évoluées, c'est-à-dire les produits fonctionnels de la sélection naturelle dans l'évolution humaine. La réflexion sur les adaptations des mécanismes physiologiques, tels que ceux du cœur, des poumons et du système immunitaire, irrigue la biologie évolutionniste. Les psychologues évolutionnistes appliquent le même raisonnement à la psychologie, en proposant que l'esprit humain est modulaire et que la modularité de l'esprit est similaire à celle du corps. Une grande partie du comportement humain serait donc le résultat d'adaptations psychologiques mises en œuvre pour résoudre des problèmes récurrents dans les environnements ancestraux des humains,.
La psychologie évolutionniste n'est pas simplement une sous-discipline de la psychologie. Sa théorie évolutionniste prétend fournir un cadre métathéorique fondamental qui intègre le champ entier de la psychologie de la même manière que la biologie de l'évolution l'a fait pour la biologie,,.
Les psychologues évolutionnistes soutiennent que les comportements ou les traits de caractère qui sont universels dans toutes les cultures sont de bons candidats pour être déclarés comme résultant d'adaptations évolutives, y compris les capacités d'empathie, de discernement des parents avec les non-parents, d'identification et de préférence des partenaires plus sains, de coopération avec les autres. 

## Cadre théorique
Les travaux sur l'éthologie (par exemple, ceux de Konrad Lorenz, Karl von Frisch ou Nikolaas Tinbergen) ont influencé la psychologie évolutionniste.
La psychologie évolutionniste moderne cherche à expliquer l'origine des comportements des animaux, et à prédire l'existence de comportements donnés dans la nature, par des modèles mathématiques. Ces modèles peuvent prendre en compte la possibilité de relier des variables comportementales entre elles (durée de la période de séduction et temps d'élevage de la progéniture, par exemple).[réf. nécessaire] Expliquer l'évolution des comportements animaux par ces modèles permettrait d'expliquer cette évolution autrement que comme une série d'accidents, et permettrait d'affirmer que pour des contraintes données, seules certaines solutions pourraient exister[réf. incomplète].

### Historique
La psychologie évolutionniste est née à la fin des années 1980 des travaux de John Tooby et Leda Cosmides.

### Hypothèses
La psychologie évolutionniste repose sur l'hypothèse selon laquelle le cerveau, tout comme les autres organes, est le produit de l'évolution, et constitue donc une adaptation à des contraintes environnementales précises auxquelles ont dû faire face les ancêtres des hominidés, ainsi que sur l'hypothèse d'après laquelle les comportements sociaux peuvent s'expliquer par le traitement des stimuli sociaux par le cerveau dans le sens d'une meilleure adaptation individuelle au groupe.

### Différences avec la sociobiologie
Alors que la sociobiologie, désormais largement contestée et marginalisée,,, a pour but d'expliquer des comportements à partir des théories évolutionnistes telles que la sélection naturelle ou la sélection sexuelle, la psychologie évolutionniste en diffère dans une certaine mesure, en mettant moins l'accent sur les comportements, et en s'attachant plus aux facultés mentales supposées sur lesquels reposent ces comportements. Elle intègre notamment aux présupposés de la sociobiologie ceux de la modularité de l'esprit, empruntée à la psychologie cognitive de Jerry Fodor, en élargissant les concepts que celui-ci a développé pour la perception et le langage à l'ensemble de l'esprit humain. Celui-ci serait donc un ensemble de modules mentaux étroitement spécialisés, conçus comme autant des procédures de computation autonomes, ces modules étant implémentés dans le cerveau sous la base d'adaptations anciennes.
Konrad Lorenz, par exemple, postule que le plaisir de manger du sucre et des graisses est né de la rareté de ces ressources énergétiques dans l'environnement préhistorique. Or, aujourd'hui, ces denrées sont facilement accessibles et ce penchant naturel pour le sucre et les graisses peut avoir des conséquences délétères (maladaptatives) dans l'environnement actuel (obésité, diabète).

### Différences avec la psychologie cognitive
L'approche de la psychologie évolutionniste diffère de l'approche traditionnelle en psychologie cognitive sur différents points :
1. La psychologie évolutionniste s'intéresse davantage à la phylogénèse des processus cognitifs qu'à leurs fonctionnements neurobiologiques.
2. La psychologie évolutionniste tente de découvrir et de prédire l'existence et le fonctionnement de processus cognitifs en utilisant la psychologie comparée, notamment des primates et l'analyse sociobiologique et écoéthologique.
3. Les hypothèses, justifiant une expérience, sont toujours basées sur des arguments évolutionnistes.
4. La psychologie évolutionniste propose d'expliquer les mécanismes psychologiques selon deux catégories de processus : les processus spécifiques à chaque domaine (domain-specific) et les processus généraux (domain-general). Les mécanismes en œuvre pour traiter un problème récurrent dans l'histoire évolutive seront dits domain-specific. Ainsi, l'importance de détecter un tricheur dans une interaction sociale serait à l'origine d'un processus spécifique qui ne s'appliquerait pas lorsqu'il s'agit de détecter la violation d'une règle non-sociale, comme l'illustre la tâche de Wason.

Par contre, les modèles sont testés en utilisant une démarche expérimentale dans la pure tradition de la psychologie cognitive. Par conséquent, ces différences ne constituent pas une frontière véritable entre ces deux approches en psychologie. En effet, seul le résultat expérimental compte en dernière instance.

## Un changement de paradigme en psychologie
Tooby et Cosmides (1997) proposent que la psychologie connaisse un changement de paradigme et la redéfinissent comme « cette branche de la biologie qui étudie (1) les cerveaux, (2) comment les cerveaux traitent l'information et (3) comment les programmes du cerveau traitant l'information génèrent le comportement ».
Il y a débat pour savoir s'il s'agissait bien d'un changement de paradigme ou simplement de l'une des facettes du changement de paradigme produit par la réforme de la sélection naturelle générée par la sociobiologie  et l'écoéthologie. De la même façon que la paléontologie humaine n'est pas un changement de paradigme particulier en regard de la paléontologie et de la théorie de l'évolution en général.[réf. nécessaire]
La dénomination « psychologie évolutionniste » est utilisée dans le monde anglo-saxon comme un terme générique regroupant toutes les approches évolutionnistes de la psychologie, y compris celles en désaccord avec les postulats originaux de Tooby et Cosmides, alors qu'en France, les chercheurs du domaine utilisent le plus souvent d'autres dénominations (éthologie humaine, écoéthologie, etc.)[réf. nécessaire]

## Critiques

### Critiques des méthodologies
Selon Pascal Picq, 

« La psychologie évolutionniste actuelle n’échappe pas à ces travers épistémologiques, négligeant l’algorithme darwinien, et tentant d’attribuer notre psychologie à des traits mentaux sélectionnés au cours de notre long passé de chasseurs-collecteurs, et plus particulièrement pendant les âges glaciaires. Seulement, ses tenants se réfèrent à des conceptions erronées des périodes de la préhistoire, sans parler de leurs connaissances caricaturales de la sexualité chez les espèces les plus proches de nous. »

 La psychologie évolutionniste observe les mécanismes psychologiques actuels qui régulent en partie le comportement et, à partir de ces observations, elle essaye de retrouver d’hypothétiques adaptations passées causant ces mécanismes. Les critiques de la psychologie évolutionniste dénoncent cette forme d'inférence qui aboutit à élaborer des histoires ad hoc (just-so stories) dont la réfutablité s'avère problématique,.
Certains critiques soulignent aussi des biais et faiblesses épistémologiques : version simplifiée à outrance de la théorie darwinienne, mauvaise prise en compte des données des autres domaines scientifiques (primatologie, paléoanthropologie, paléoclimatologie, ethnologie).
La critique de la psychologie évolutionniste remet en cause la testabilité des hypothèses cognitives et évolutionnistes (telles que le fonctionnement modulaire du cerveau, et une grande incertitude sur l'environnement ancestral), et portent sur l'importance minorée des explications non-génétiques et non-adaptatives, ainsi que sur des questions politiques et éthiques dues aux interprétations des résultats de la recherche,.
Darwin lui-même avait mis en garde contre la tentation d'attribuer systématiquement une explication évolutionniste en biologie : relevant le cas de la fontanelle des mammifères, que certains avaient justifié comme une évolution adaptative permettant de franchir l'étroit passage du bassin, il relevait que cette disjonction des os du crane existait  aussi chez les oiseaux et les reptiles, qui pourtant éclosent des œufs.
Les critiques de l'adaptationnisme darwinien s'appliquent aussi à la psychologie évolutionniste dont la prémisse est que les traits psychologiques sélectionnés ont eu une fonction importante pour la survie et la reproduction des individus dans un environnement passé. Ainsi selon le contre-argumentaire structuraliste : « de même que la couleur blanche des os n’a pas d’utilité, mais résulte de la présence de calcium (qui est utile), certains aspects de notre esprit peuvent n’être que des sous-produits d’autres capacités. Il ne servirait alors à rien d’essayer de déterminer leur fonction, puisqu’ils en seraient dépourvus : s’interroger sur la fonction de tel ou tel processus psychologique reviendrait à se demander à quoi sert la couleur des os ! ». Certains chercheurs, notamment Stephen J. Gould et Richard C. Lewontin, pensent que la grande majorité de nos mécanismes mentaux ne sont au départ que des « sous-produits » ayant maintenant une importance cruciale.
Mario Bunge cite, dans la revue Skeptical Inquirer, « la psychologie évolutive (purement spéculative) de la côte Ouest » comme une des « différentes poches de pseudoscience installées dans les sciences ».

### Critiques du sexisme
En 2013, Michel Huteau a écrit : « la psychologie évolutionniste a été accusée d'être une « science sexiste » véhiculant une idéologie conservatrice contribuant indirectement à justifier la domination masculine et les discriminations dont les femmes sont l'objet ». Irène Jonas décèle un « sexisme bienveillant » dans la valorisation apparente par les psychologues évolutionnistes de qualités prétendument innées des femmes, comme le goût pour la coopération et la conciliation, distinctes de qualités « masculines », comme le goût pour la compétition ; elle juge sans fondement scientifique cette tentative de présenter comme naturelles les différences entre les hommes et les femmes. Le sociologue Sylvain Laurens et les journalistes Stéphane Foucart et Stéphane Horel voient dans la psychologie évolutionniste l'« excuse génétique du sexisme ». La biologiste et philosophe de la biologie Elisabeth Lloyd conteste le postulat des psychologues évolutionnistes selon lequel il y aurait des prédispositions masculines et féminines, qui s'expliqueraient par la sélection naturelle au cours de l'évolution ; que des facteurs autres que la sélection naturelle entrent en jeu dans l'évolution (comme la dérive génétique aléatoire par exemple).
Mari Ruti (en), auteur de The Age of Scientific Sexism. How Evolutionary Psychology Promotes Gender Profiling and Fans the Battle of the Sexes (2015) souligne le caractère rétrograde des stéréotypes de genre dans les versions vulgarisées de la psychologie évolutionniste, qui glorifient le mariage, stigmatisent les célibataires, et refusent d'« envisager différentes façons de vivre et d'aimer ».

### Critiques des l'ethnocentrisme
Pour l’anthropologue Susan McKinnon, cette discipline est caractérisée par un biais ethnocentrique qui considère les comportements passés ou présents du monde occidental comme des « universaux de l’espèce humaine », ce qui aboutit à « essentialiser » les comportements, en négligeant d'autres facteurs (comme la culture), et alimente une idéologie néo-libérale.

### Réponses aux critiques par les psycho-évolutionnistes
Différentes critiques sont apparues dès la constitution de la psychologie évolutionniste au sein des sciences psychologiques (notamment dans la lignée des critiques portées à la sociobiologie  (dont la scientificité fait débat) dont elle cherchait pourtant à se distinguer).
Pour certains chercheurs se réclamant de la psychologie évolutionniste, ces critiques s'attaquent le plus souvent à une version caricaturale de leur discipline, selon la rhétorique de l'épouvantail. Ce biais serait particulièrement accentué quand la psychologie évolutionniste touche au sexe et au genre, y compris dans des manuels universitaires. Le psychologue évolutionniste Jesse Bering, par exemple, considère que ses opposants l'attaquent par idéologie dès qu'il est question de la sexualité des femmes.
Par ailleurs, la discipline elle-même a évolué depuis sa constitution au cours des années 1990. Elle s'est notamment structurée sur le plan méthodologique et propose des formulations beaucoup plus complexes des interactions entre traits évolutifs et construction de l'individu, telles qu'elles se manifestent dans les variations inter-culturelles et inter-individuelles (par exemple dans le lien entre investissement parental et jalousie).
Des données sociologiques relevées par Geoffrey Miller et al., comprenant un échantillon de 31 doctorants en psychologie se réclamant des thèses adaptationnistes, tendent aussi à contredire l'idée selon laquelle cette discipline serait la façade pseudo-scientifique d'une idéologie politique conservatrice : le fait d'être favorable ou non aux thèses adaptationnistes ne serait pas associé à une idéologie politique plus conservatrice (ces étudiants se révélant même souvent plus progressistes que la population américaine moyenne).
Contre l'argument idéologique, les tenants de la discipline évoquent la loi de Hume selon laquelle la description d'un état de fait (concernant la nature de la psychologie humaine) n'est en rien une justification morale de celle-ci.

#### En anglais
- Tooby & Cosmides (1997) : « Evolutionary Psychology, A Primer » : re-définition de la psychologie plus les cinq principes fondamentaux (le mismatch en est le cinquième). Synthèse en français.
- Human-Nature.com : anglophone, site de Ian Pitchford (le créateur de la liste Evolutionary Psychology).
- The International Cognition & Culture Institute (ICCI) : anglophone, groupe international créé fin 2008 rassemblant des membres de l'Institut Jean Nicod et d'autres universités (le blog d'AlphaPsy y renvoie maintenant). AlphaPsy était un groupe de travail sur l'anthropologie cognitive et la psychologie évolutionniste, regroupé maintenant avec l'ICCI.
- Sur l'approche holistique de la philosophie du processus, voir par exemple le bref historique du Whitehead Psychology Nexus, ou encore : Michel Weber and Anderson Weekes (eds.), Process Approaches to Consciousness in Psychology, Neuroscience, and Philosophy of Mind (Whitehead Psychology Nexus Studies II), Albany, New York, State University of New York Press, 2009.

#### En français
- "Psychologie évolutionniste et raisonnement"  Article du CNRS, Jean-Baptiste Van Der Hernst et Hugo Mercier, mai 2007.
- Poirier, Faucher, Lachapelle, "Un défi pour la psychologie évolutionniste" Laboratoire d'Histoire des Sciences et de Philosophie, Archives Henri Poincaré. UMR 7117 CNRS / Nancy-Université.